# SN 2009ku
SN 2009ku – supernowa typu Iax odkryta 4 października 2009 roku w galaktyce A032953-2805. W momencie odkrycia miała maksymalną jasność 19,90m.